# Christian Wendt (Orgelbauer)
Christian Wendt (* um 1830; † um 1900) war als Orgelbauer in der Aachener Region tätig. Zwischen 1881 und 1883 verlegte er seine Werkstatt von der Jacobstraße in die Pontstraße. Er entwickelte und patentierte eine vereinfachte Orgel-Windlade.

## Erhaltene Orgeln

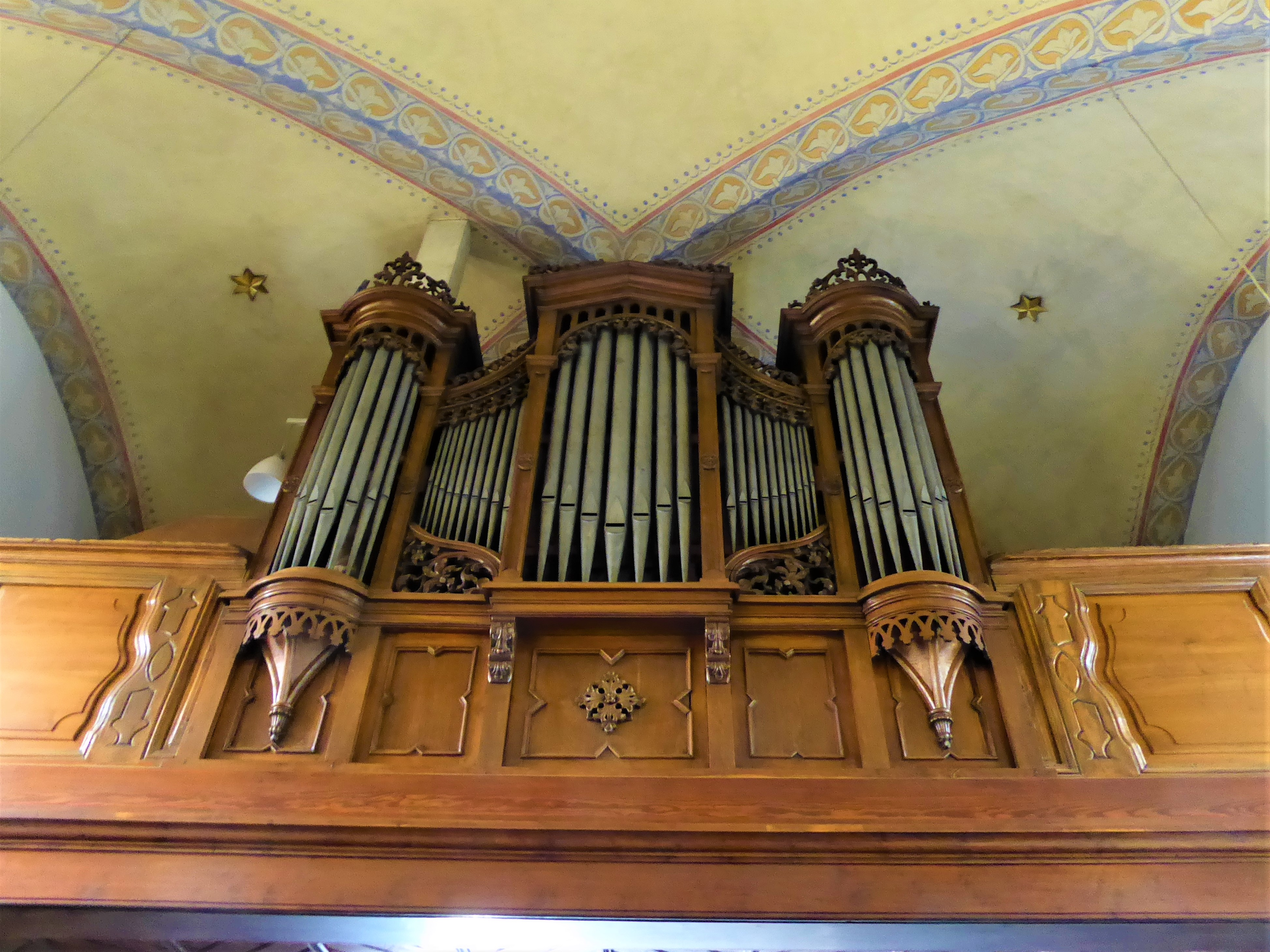
Die Orgel von St. Johann Baptist in Niedermerz

- 1876: Orgel der Pfarrkirche St. Pauli Bekehrung in Erkelenz-Lövenich: Die Orgel ersetzte ein Vorgängerinstrument von Balthasar König und wurde 1995 grundlegend restauriert, 26 Register.

- 1893: Orgel der Pfarrkirche St. Johann Baptist in Aldenhoven-Niedermerz mit 14 Registern, auf zwei Manualen und Pedal.[1]